# Ultralumineuze röntgenbron

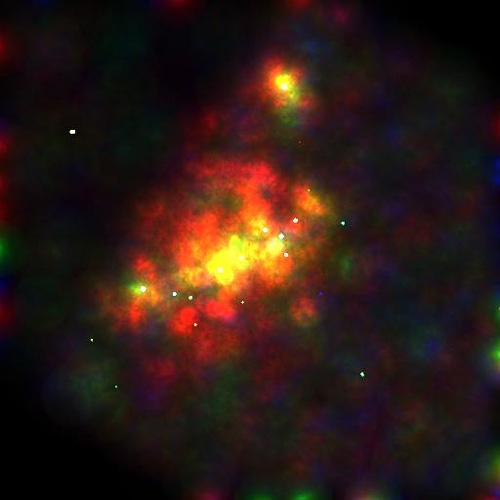
Een opname van de Chandra röntgen satelliet van NGC 4485 en NGC 4490: twee potentiële ultralumineuze röntgenbronnen.

Een ultralumineuze röntgenbron of ULX (van het Engelse Ultra-Luminous X-ray source) is een astronomische bron van röntgenstraling die minder lichtsterk is dan een actief sterrenstelsel maar lichtsterker is dan elk ander bekend astronomisch object, met een energieproductie van 1039 erg/s of 1032 watt, aangenomen dat de emissie isotroop (gelijk in alle richtingen) is. Doorgaans vindt men een enkele ULX per sterrenstelsel waar ze gevonden worden, maar in sommige stelsels worden er een heleboel aangetroffen. In de Melkweg zijn ze niet aangetroffen. Het is een interessant verschijnsel omdat de lichtkracht ervan de Eddingtonlimiet overschrijdt van neutronensterren en stellaire zwarte gaten. Wat de energiebron van het ULX fenomeen is, is niet bekend; theoretische voorspellingsmodellen zijn onder andere een stralingsemissie van objecten met sterachtige massa's, accretie op middelmatig zware zwarte gaten en een super Eddington emissie.

## Observaties
Het ULX fenomeen is het eerst ontdekt in de jaren 80 van de 20e eeuw door de Einstein röntgensatelliet en zijn later ook gespot met de ROSAT röntgensatelliet. De nieuwere XMM-Newton en Chandra röntgensatellieten hebben ze nog veel beter gedetecteerd. Een onderzoek naar het ULX fenomeen door de Chandra satelliet toonde aan dat als een sterrenstelsel een ULX heeft, het er doorgaans maar eentje is. De meeste sterrenstelsels hebben geen ULX. Ze worden in elk type sterrenstelsel aangetroffen, maar komen vaker voor in stelsels met veel stervorming en stelsels die onderhevig zijn aan zwaartekrachtinvloeden van andere sterrenstelsels. Een tiental procent van de ontdekte ULX'en zijn in feite quasars; de kans hierop is groter bij een ULX in een elliptisch stelsel dan in een spiraalvormig sterrenstelsel.

## Voorspellingsmodellen
Het feit dat het ULX fenomeen een Eddington lichtkracht heeft dat groter is dan dat stellaire objecten kunnen behalen impliceert dat ze verschillen van gewone röntgendubbelsterren. Er zijn een aantal voorspellingsmodellen voor wat een ULX nu precies is, waarbij men verwacht dat verschillende modellen toepasbaar zijn op verschillende bronnen.
Straalsgewijze emissieAls de energie-emissie van de bron op een sterke manier straalsgewijs wordt gebundeld, wordt het argument van de Eddingtonlimiet tweemaal omzeild: ten eerste omdat de absolute lichtkracht van de bron dan kleiner is dan aangenomen, ten tweede omdat het gas van het accretieproces wellicht van een andere richting uitkomt dan de fotonen worden uitgezonden. Volgens de huidige modellen kan een stellaire massa een lichtkracht bereiken tot zo'n 1040 erg/s (1033 W), voldoende om de meeste bronnen te verklaren, maar niet genoeg voor de meest lichtsterke bronnen.
Middelzware zwarte gatenZwarte gaten worden in het heelal geobserveerd in de orde van tienmaal de massa van de zon (zonsmassa), of de in de orde van grootte van honderdduizend tot miljarden maal de zonsmassa. De eersten zijn stellaire zwarte gaten, het eindproduct van de grootste sterren. De tweede zijn superzware zwarte gaten en bevinden zich in de centra van sterrenstelsels. Middelzware zwarte gaten zijn een theoretische tussenvorm die nog niet zijn aangetoond te bestaan. Middelzware zwarte gaten zouden dan niet zwaar genoeg zijn om in het centrum vast komen te zitten maar zouden wel verantwoordelijk kunnen zijn voor de ultra-lumineuze röntgenbronnen zonder de bijbehorende Eddingtonlimiet te overschrijden. Wat spreekt voor de middelzware zwart gat theorie om de ULX te verklaren is de overeenkomst met het röntgen spectrum van een opgeschaalde röntgendubbelster.
QuasarsEen significant klein deel van de geobserveerde ULX'en bleken quasars in de achtergrond te zijn. Deze kunnen soms geïdentificeerd worden door een zeer lage temperatuur.
SupernovarestLichtsterke supernovae overblijfselen zouden wellicht lichtkracht niveaus van 1039 erg/s (1032 W) kunnen behalen. Zo'n bron zal niet veranderlijk zijn op de korte termijn, maar wel met enkele jaren vervagen.

## Opmerkelijke ULX'en
- Holmberg II X-1: Deze beroemde ULX bevindt zich in een dwergsterrenstelsel. Meerder observaties met de XMM satelliet hebben het vermoeden doen rijzen dat het om een opgeschaalde röntgendubbelster gaat of een middelzwaar zwart gat met een accretieproces.
- Messier 74: Bevat misschien een middelzwaar zwart gat, geobserveerd door de Chandra satelliet in 2005.
- Messier 82 X-1 De meest krachtige ULX ooit gevonden (sinds oktober 2004) en wordt vaak aangemerkt als de beste kandidaat om een middelzwaar zwart gat te zijn. M82-X1 wordt in verband gebracht met een sterrenhoop en heeft een modulatie van 62 dagen in de röntgenamplitude.
- M82 X-2 Een ongewone ULX, in 2014 heeft men ontdekt dat het om een pulsar in een dubbelstersysteem gaat en geen zwart gat. De emissie is 100 keer sterker dan iets van die massa zou moeten kunnen produceren en de Eddingtonlimiet wordt vele malen doorbroken.
- Windmolenstelsel: een van de meest lichtsterke ULX'en, met een lichtkracht tot 1041 erg/s (1034 W). Deze bron komt overeen met een optische bron dat geïnterpreteerd is als een superreus, waardoor het waarschijnlijk is dat het om een röntgendubbelster gaat.
- NGC 1313 X1 en X2: Een spiraalstelsel in het sterrenbeeld Net (Reticulum) en bevat twee ultralumineuze röntgenbronnen. Deze twee bronnen bevatten schijfcomponenten met een lage temperatuur, waardoor men vermoedt dat er een middelzwaar zwart gat in zit.